# Albino (Włochy)
Albino – miejscowość i gmina we Włoszech, w regionie Lombardia, w prowincji Bergamo.
Według danych na styczeń 2009 gminę zamieszkiwało 18 098 osób przy gęstości zaludnienia 577,8 os./1 km².
Od 10 czerwca 2009 Albino jest połączone linią tramwajową z Bergamo.

## Galeria

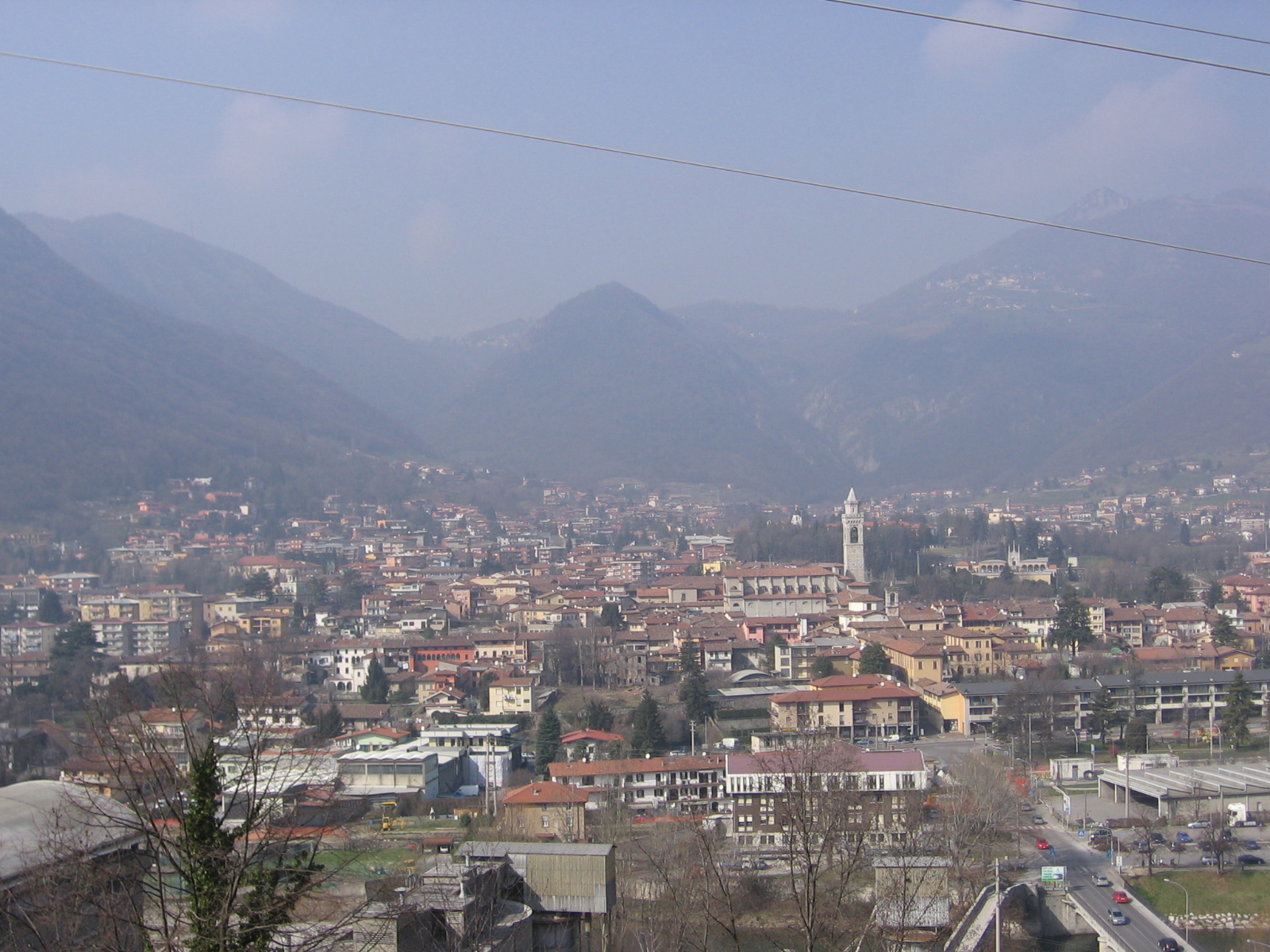
Panorama Albino
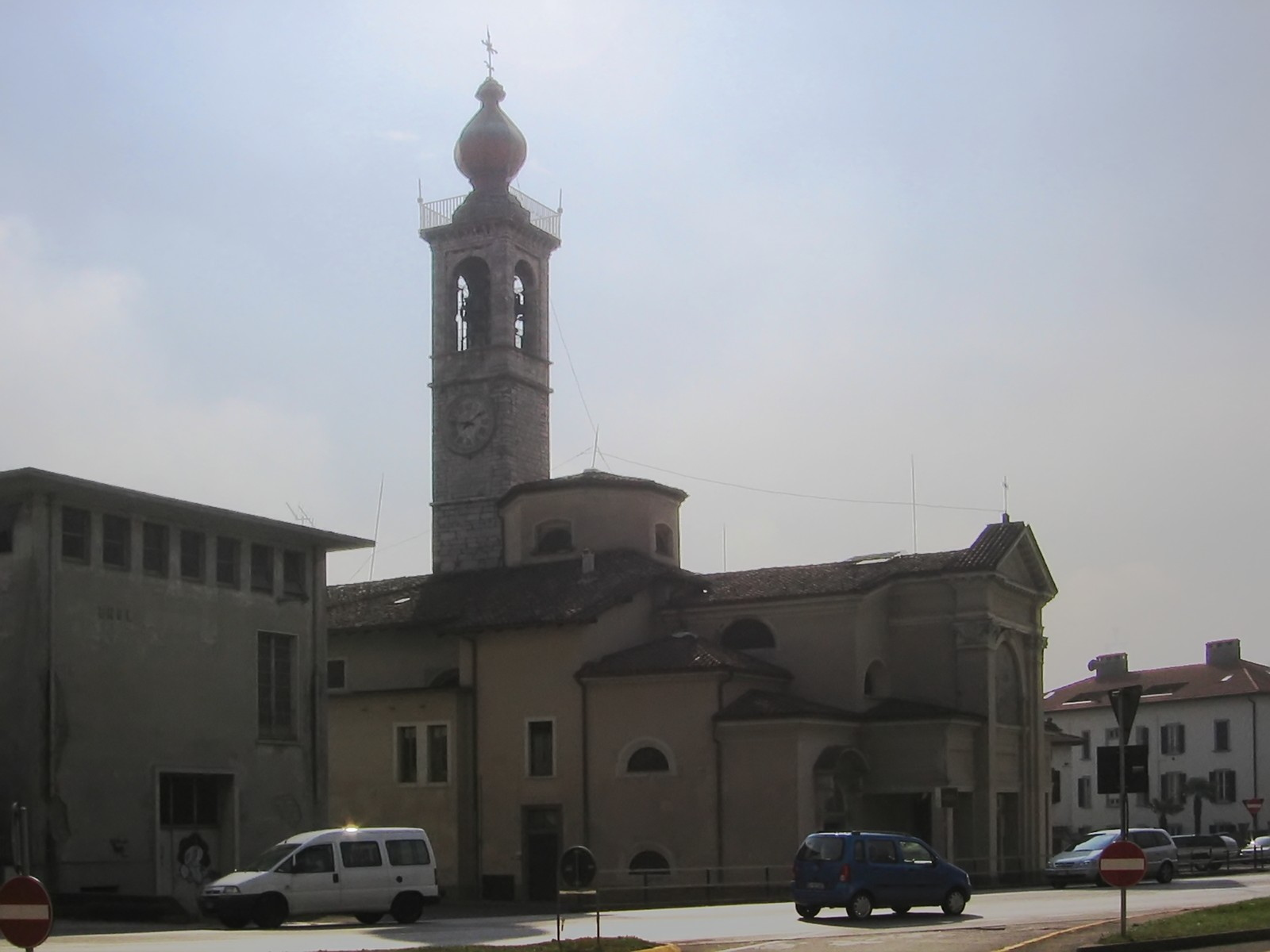
Kościół Madonna del Pianto
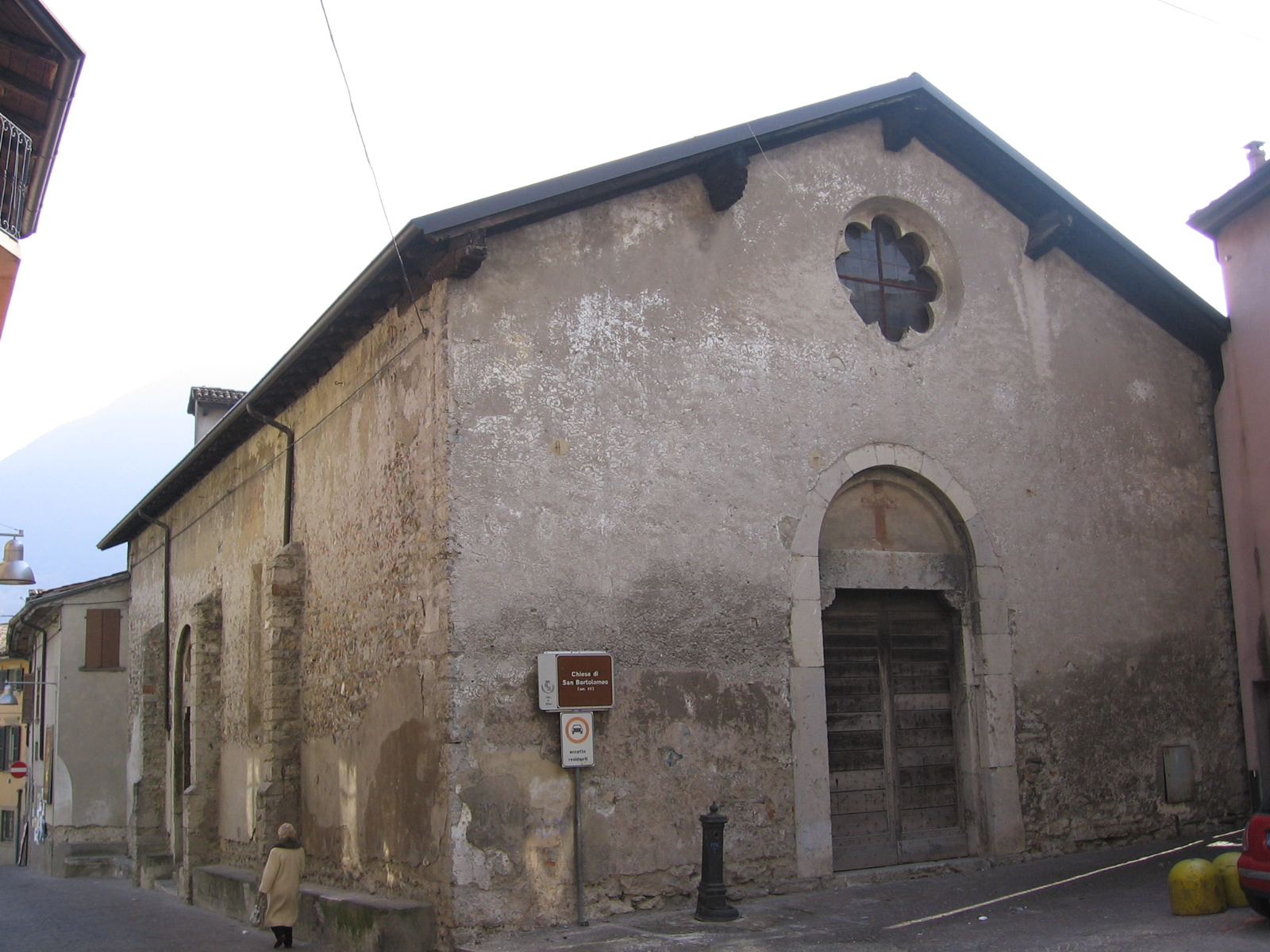
Dawny klasztor św. Bartłomieja
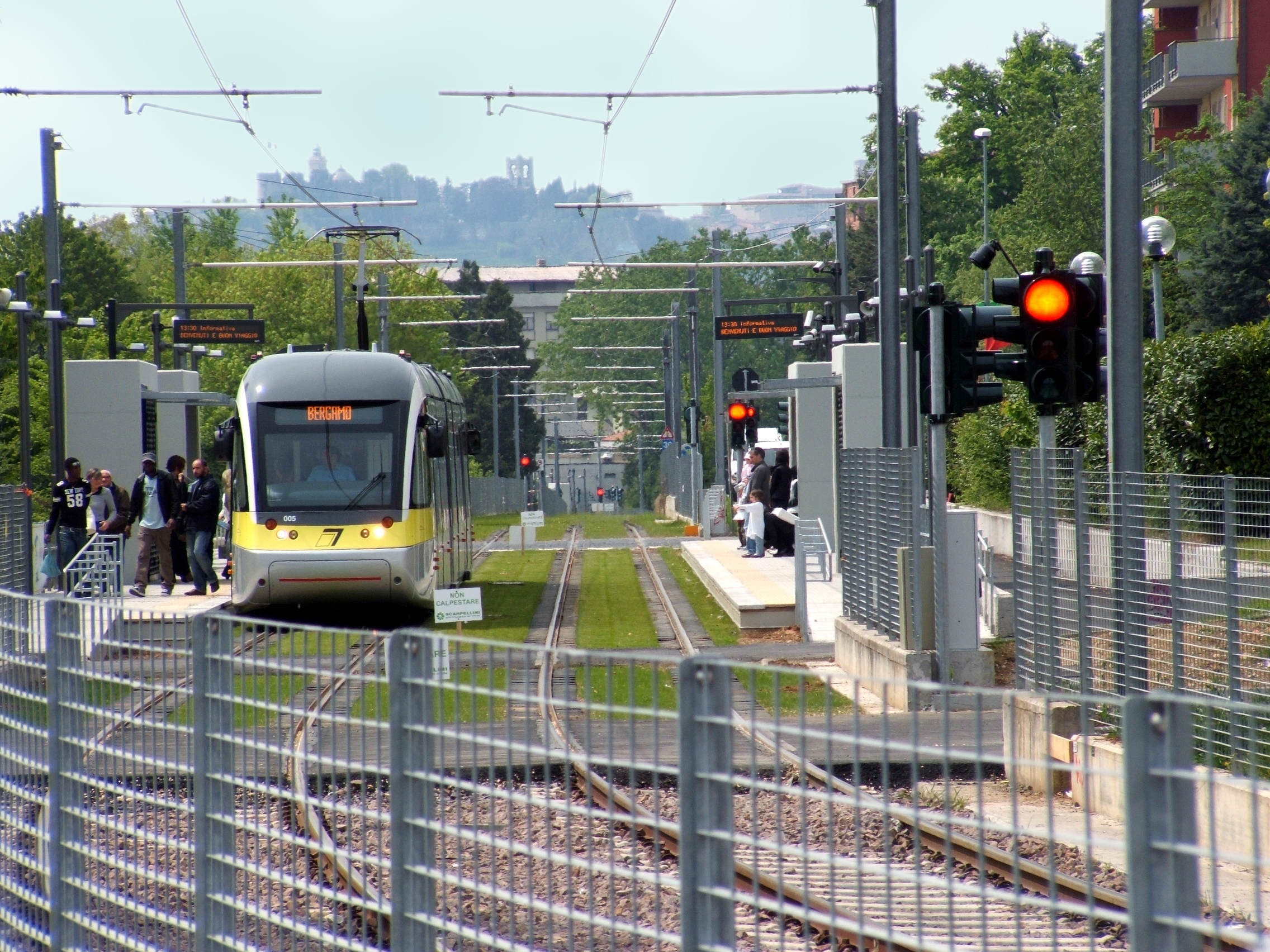
Linia tramwajowa łącząca Albino i Bergamo
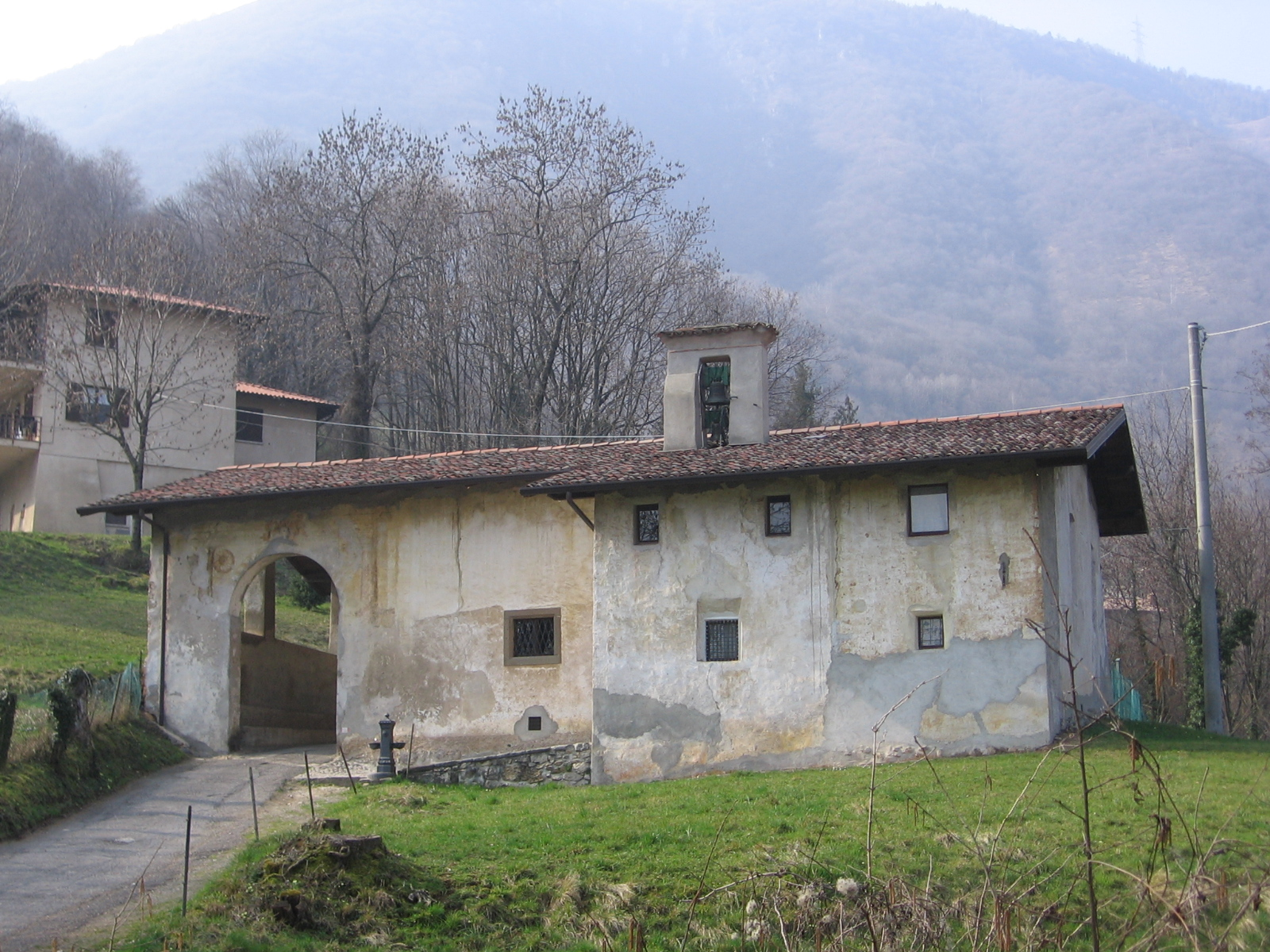
Kościół Madonna della Neve
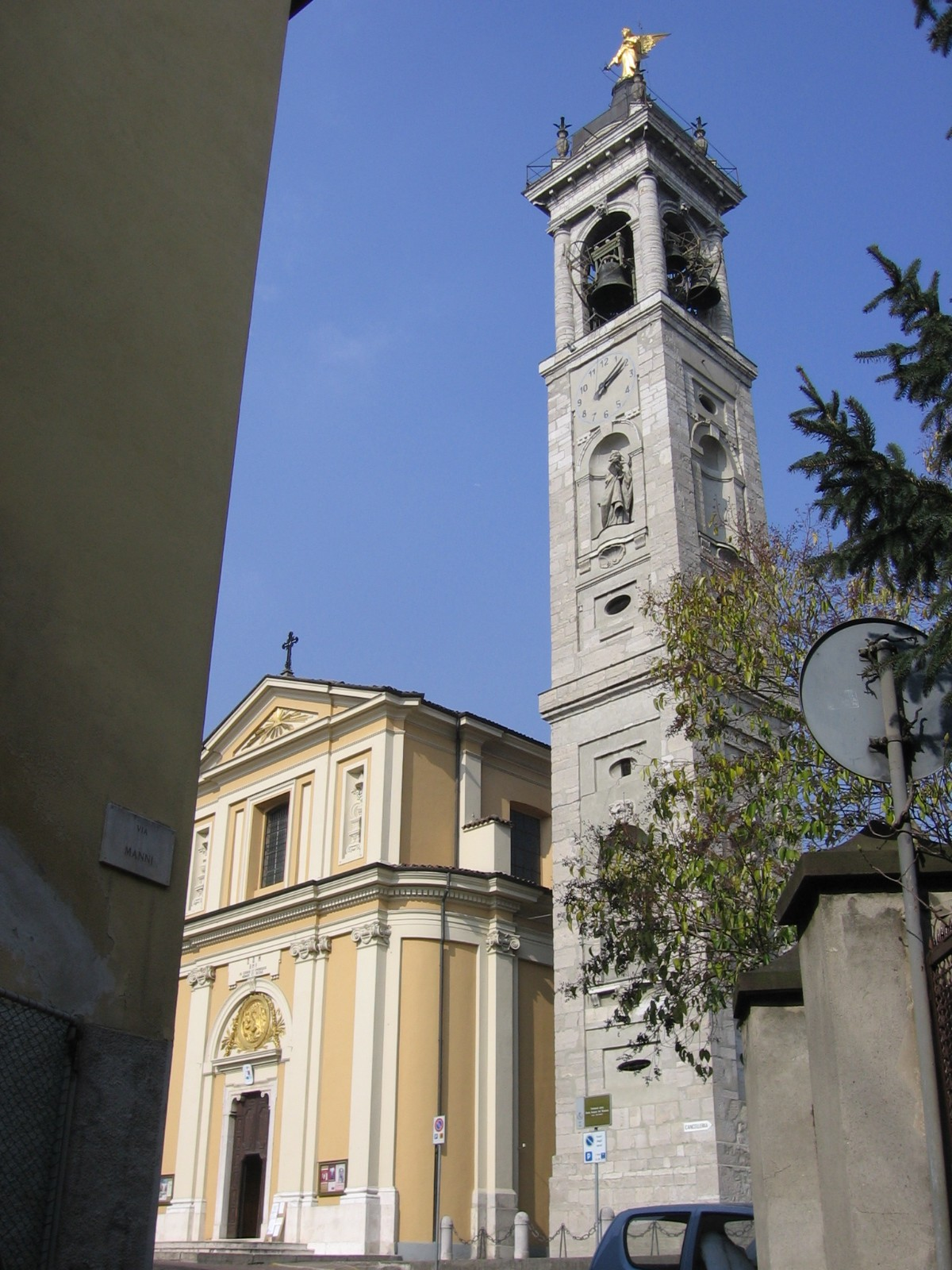
Kościół Madonna della Gamba Desenzano